# SC Herford
SC Herford is een Duitse sportclub uit Herford, Noordrijn-Westfalen.
Naast voetbal is er ook nog badminton, handbal, volleybal, judo, atletiek, zwemmen en tafeltennis. De voetbalclub kwam tot stand in 1972 na een fusie tussen SuS Herford en Herforder SC. Herforder SC was zelf een fusie die uit 1967 van SpVgg Union 08 Herford en VfB Einigkeit 07 Herford.
In 1976 promoveerde de club naar de 2. Bundesliga en degradeerde na 2 seizoenen. In 1981 promoveerde de club opnieuw en bleef ook dit keer slechts 2 seizoenen. Na enkele seizoenen in de Oberliga ging de club in 1986 naar de Verbandsliga. Eind jaren 90 had de club grote plannen en wenste terug te keren naar de 3de klasse. In 1999 promoveerde de club naar de Oberliga (nu 4de klasse) en werd daar knap 4de, maar dan ging het weer bergaf met de club. De club had schulden en degradeerde weer en ging in 2005 zelfs naar de Landesliga, maar ook daar kon de club niet mee aan en degradeerde in het seizoen 2005/06 naar de Bezirksliga. In 2008 werd de club kampioen en promoveerde weer naar de Landesliga. Na een elfde plaats in het eerste seizoen eindigde de club de volgende jaren steevast in de top vijf tot de titel en promotie volgden in 2014.

## Eindklasseringen vanaf 1973
| Seizoen | Competitie                     | Niveau | Eindstand | DFB Pokal | Opmerking |
| ------- | ------------------------------ | ------ | --------- | --------- | --- |
| 1972/73 | Landesliga Westfalen-1         | IV     | 1         | --        | |
| 1973/74 | Verbandsliga Westfalen Nordost | III    | 2         | --        | |
| 1974/75 | Verbandsliga Westfalen Nordost | III    | 2         | 1e ronde  | < VfL Bochum: 0-3; play-off kampioenschap in Nordost > SVA Gütersloh: 1-2 thuis/0-1 uit                                                                    |
| 1975/76 | Verbandsliga Westfalen Nordost | III    | 1         | 2e ronde  | < SG Wattenscheid 09: 0-4 uit; kampioenschap Westfalen > SV Holzwickede: 3-1 thuis/2-1 uit; 2e in promotieserie met Arminia Hannover en SC Union 06 Berlin |
| 1976/77 | 2. Bundesliga Nord             | II     | 14        | 1e ronde  | < SG Ellingen: 0-1 n.v. |
| 1977/78 | 2. Bundesliga Nord             | II     | 17        | 2e ronde  | < FC 08 Homburg: 0-3 uit |
| 1978/79 | Oberliga Westfalen             | III    | 1         | 2e ronde  | < Holstein Kiel: 0-3; 1e ronde Duits Amateur Kampioenschap > FC Hertha 03 Zehlendorf: 2-7 uit, 0-1 thuis                                                   |
| 1979/80 | 2. Bundesliga Nord             | II     | 17        | --        | |
| 1980/81 | 2. Bundesliga Nord             | II     | 16        | 2e ronde  | < SSV Ulm 1846: 0-1 uit |
| 1981/82 | Oberliga Westfalen             | III    | 14        | 1e ronde  | < SV Leiwen: 2-3 n.v. uit |
| 1982/83 | Oberliga Westfalen             | III    | 11        | --        | finalist Westfalenpokal > Rot-Weiß Lüdenscheid, 0-2 n.v.                                                                                                   |
| 1983/84 | Oberliga Westfalen             | III    | 6         | 1e ronde  | < Karlsruher SC, 0-3; finalist Westfalenpokal > 1. FC Paderborn: 3-1                                                                                       |
| 1984/85 | Oberliga Westfalen             | III    | 8         | 1e ronde  | < Kickers Offenbach: 2-3 |
| 1985/86 | Oberliga Westfalen             | III    | 15        | --        | |
| 1986/87 | Verbandsliga Westfalen Nordost | IV     | 13        | --        | |
| 1987/88 | Verbandsliga Westfalen Nordost | IV     | 11        | --        | |
| 1988/89 | Verbandsliga Westfalen Nordost | IV     | 7         | --        | |
| 1989/90 | Verbandsliga Westfalen Nordost | IV     | 13        | --        | |
| 1990/91 | Verbandsliga Westfalen Nordost | IV     | 7         | --        | |
| 1991/92 | Verbandsliga Westfalen Nordost | IV     | 7         | --        | |
| 1992/93 | Verbandsliga Westfalen Nordost | IV     | 3         | --        | |
| 1993/94 | Verbandsliga Westfalen Nordost | IV     | 6         | --        | invoering Regionalliga |
| 1994/95 | Verbandsliga Westfalen Nordost | V      | 6         | --        | |
| 1995/96 | Verbandsliga Westfalen Nordost | V      | 10        | --        | |
| 1996/97 | Verbandsliga Westfalen Nordost | V      | 8         | --        | |
| 1997/98 | Verbandsliga Westfalen Nordost | V      | 5         | --        | |
| 1998/99 | Verbandsliga Westfalen Nordost | V      | 2         | --        | |
| 1999/00 | Oberliga Westfalen             | IV     | 4         | --        | |
| 2000/01 | Oberliga Westfalen             | IV     | 17        | --        | |
| 2001/02 | Verbandsliga Westfalen Nordost | V      | 6         | --        | |
| 2002/03 | Verbandsliga Westfalen Nordost | V      | 11        | --        | |
| 2003/04 | Verbandsliga Westfalen Nordost | V      | 7         | --        | |
| 2004/05 | Verbandsliga Westfalen Nordost | V      | 15        | --        | |
| 2005/06 | Landesliga Westfalen-1         | VI     | 15        | --        | |
| 2006/07 | Bezirksliga Westfalen-1        | VII    | 11        | --        | |
| 2007/08 | Bezirksliga Westfalen-1        | VII    | 1         | --        | |
| 2008/09 | Landesliga Westfalen-1         | VII    | 11        | --        | invoering 3. Liga |
| 2009/10 | Landesliga Westfalen-1         | VII    | 5         | --        | |
| 2010/11 | Landesliga Westfalen-1         | VII    | 3         | --        | |
| 2011/12 | Landesliga Westfalen-1         | VII    | 4         | --        | |
| 2012/13 | Landesliga Westfalen-1         | VII    | 3         | --        | |
| 2013/14 | Landesliga Westfalen-1         | VII    | 1         | --        | |
| 2014/15 | Westfalenliga-1                | VI     | 4         | --        | |
| 2015/16 | Westfalenliga-1                | VI     | 8         | --        | |
| 2016/17 | Westfalenliga-1                | VI     | 6         | --        | |
| 2017/18 | Westfalenliga-1                | VI     | 7         | --        | |
| 2018/19 | Westfalenliga-1                | VI     | 10        | --        | |
| 2019/20 | Westfalenliga-1                | VI     | 13        | --        | competitie afgebroken i.v.m. coronapandemie |
| 2020/21 | Westfalenliga-1                | VI     | --        | --        | competitie afgebroken i.v.m. coronapandemie, geen eindstand                                                                                                |
| 2021/22 | Westfalenliga-1                | VI     | 16        | --        | |
| 2022/23 | Landesliga Westfalen-1         | VI     | 16        | --        | |